# Villa Fuchs (Heilbronn)

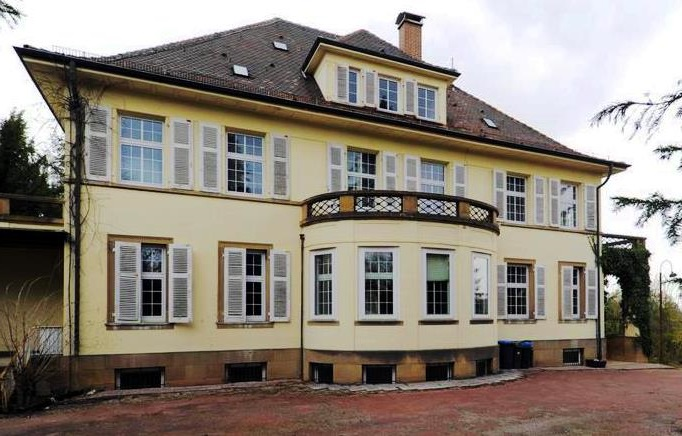
Villa Fuchs in Heilbronn

Die Villa Fuchs ist eine denkmalgeschützte Villa in Heilbronn in der Jägerhausstraße 104. Als Unternehmervilla 1913 errichtet, diente die Villa ab den 1960er Jahren auch für kulturelle Zwecke.

## Beschreibung
Die zweigeschossige Villa ist ein Beispiel für die Landhausarchitektur und wurde 1913 von Adolf Braunwald für den Kaufmann Rudolf Fuchs geschaffen. Die Fassade der Villa ist symmetrisch aufgeteilt und weist dominierende Erker, Loggia, und Terrasse auf. Die Diele ist großzügig und zentral, die gesamte Innenausstattung zeugt vom hohen handwerklichen Kunstverständnis. Julius Fekete betrachtet die Villa als „gutes Beispiel der Landhausarchitektur kurz vor dem Ende des Kaiserreichs, durch das organische Wechselspiel barockisierender und neoklassizistischer Formensprache gekennzeichnet.“

## Geschichte
1950 besaß Rudolf Fuchs die Villa und bewohnte darin das Erdgeschoss. Im ersten Stock lebte der Fabrikdirektor Hanns Hesse, im zweiten Stock der Assistenzarzt Franz Nowak. Im Nebengebäude 104/1 waren außerdem zwei Wohnungen an Beschäftigte vermietet. 1961 lebte neben Fuchs noch der Diplom-Ingenieur Hartwig Schmidt in der Villa.
In dem als Villa auf dem Hügel bezeichneten Gebäude gab es ab 1962 vor geladenen Gästen anspruchsvolles Zimmertheater, wobei neben Unterhaltungsstücken meist angelsächsischer Herkunft auch moderne Problemstücke aufgeführt wurden.
Im November 2013 wurden die Villa, zwei Nebengebäude und die dazugehörigen Grundstücke in die Stiftung "Seniorenstift Fuchs" überführt, die vom Diakonischen Werk Heilbronn treuhänderisch verwaltet wird. Zweck der Stiftung ist seniorengerechtes Wohnen. Dementsprechend gibt es Pläne für Um- und Neubauten.

## Rezeption
Das Gebäude diente im März 2017 als Kulisse für den Kinospielfilm „Brechts Dreigroschenfilm“. Regie führt der Drehbuchautor Joachim A. Lang. Der Spielfilm basiert auf Bertolt Brechts "Dreigroschenoper".